# Unar (Objektiv)

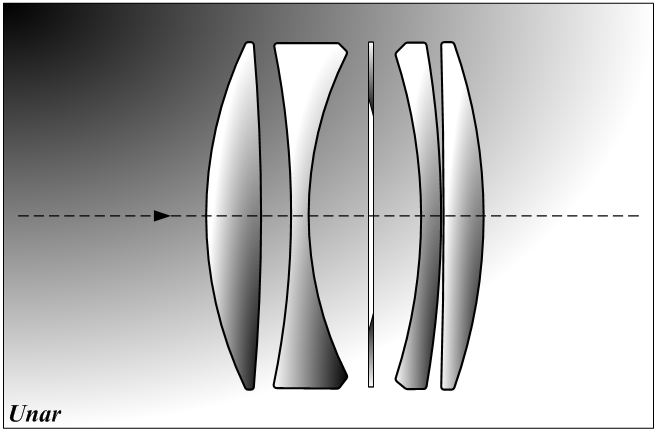
Schnittbild des Unar-Objektivs

Das Unar ist ein im Jahre 1899 von Paul Rudolph für die Firma Carl Zeiss Jena entwickeltes Photoobjektiv, das im April 1890 auf den Markt gebracht wurde. Es handelt sich um einen Anastigmat aus vier einzeln stehenden Linsen, zwei äußeren Sammellinsen und zwei inneren Zerstreuungslinsen, zwischen denen die Blende liegt. Aufbauend auf seinem Protar-Anastigmat von 1889/90 hatte Paul Rudolph sein Verfahren zur anastigmatischen Bildfeldebnung in der Weise abgewandelt, dass die dafür notwendigen gegensätzlich brechenden Nachbarglasflächen in den beiden Objektivhälften von Luftlinsen getrennt wurden, anstatt wie zuvor anhand von Kittflächen. Die durch das Zwischenmedium Luft nun deutlich stärker hervortretenden Brechzahlunterschiede erlaubten es dabei, die Lichtstärke in den kürzeren Brennweiten des Unars auf für damalige Verhältnisse sehr hohe Werte bis 1:4,5 anzuheben, ohne dass auf Glasarten mit extremen Eigenschaften zurückgegriffen werden musste. 
Dieser Unar-Anastigmat wurde jedoch bereits nach sehr kurzer Zeit wieder vom Markt genommen. Nach neuesten Erkenntnissen lag das daran, dass die meniskenförmigen Linsen im hinteren Systemteil starke Reflexerscheinungen hervorriefen, die sogar Reklamationen von Seiten der Kundschaft nach sich gezogen hatten. Die Reaktion Paul Rudolphs lag darin, im hinteren Systemteil die Luftlinse zu eliminieren und sie durch eine sammelnde Kittfläche nach dem Vorbild seines Protar-Anastigmaten zu ersetzen. Mit dieser Synthese aus dem Unar und dem Protar entstand im Jahre 1902 dann das Tessar.